# Старшина
Старшина (във флота: мичман) е четвъртото поред звание сред сержантския (старшинския) състав в Българската армия. 
| Военни звания          |          |                            |
| младши: Старши сержант | Старшина | старши: Офицерски кандидат |